# Mazda 5
Le Mazda 5, est un monospace compact du constructeur automobile japonais Mazda produit de 2005 à 2018 en deux générations.
Il succède au Mazda Premacy, et conserve par ailleurs cette appellation au Japon.

## Première génération (2004-2010)
Ce modèle se positionne entre la Mazda 3 et la Mazda 6 en termes de taille. La Mazda 5, présentée en 2004 au Mondial de l'automobile de Paris, repose sur la plate-forme Ford C1, aussi utilisée par la Mazda 3. Sa production démarre en décembre 2004. Elle est commercialisée au Japon en février 2005 et en Europe plus tard dans l'année. Le modèle japonais est plus court que celui vendu dans le reste du monde, où il conserve l'appellation de son prédécesseur (Mazda Premacy).
Il est plus long que la plupart des monospaces compacts. Il est disponible en 5 ou 7 places, ce qui n'est pas encore la norme sur le segment à sa présentation. Il faut toutefois noter que le Mazda 5 est parfois comparé à un 4+1 sièges (ou 6+1 sièges), l'un des sièges étant un strapontin pouvant être utilisé comme siège étroit ou comme bac de rangement. Le système est appelé par Mazda "Karakuri". En Amérique du Nord, Mazda a d'ailleurs été contraint de vendre le Mazda 5 dans une version 6 places (au lieu de 7) afin de correspondre aux normes de sécurité locales.
Le Mazda 5 se distingue de ses concurrents par ses portes coulissantes, qui sont habituellement l'apanage des ludospaces et des grands monospaces.
Il reçoit un restylage en 2008.

## Galerie

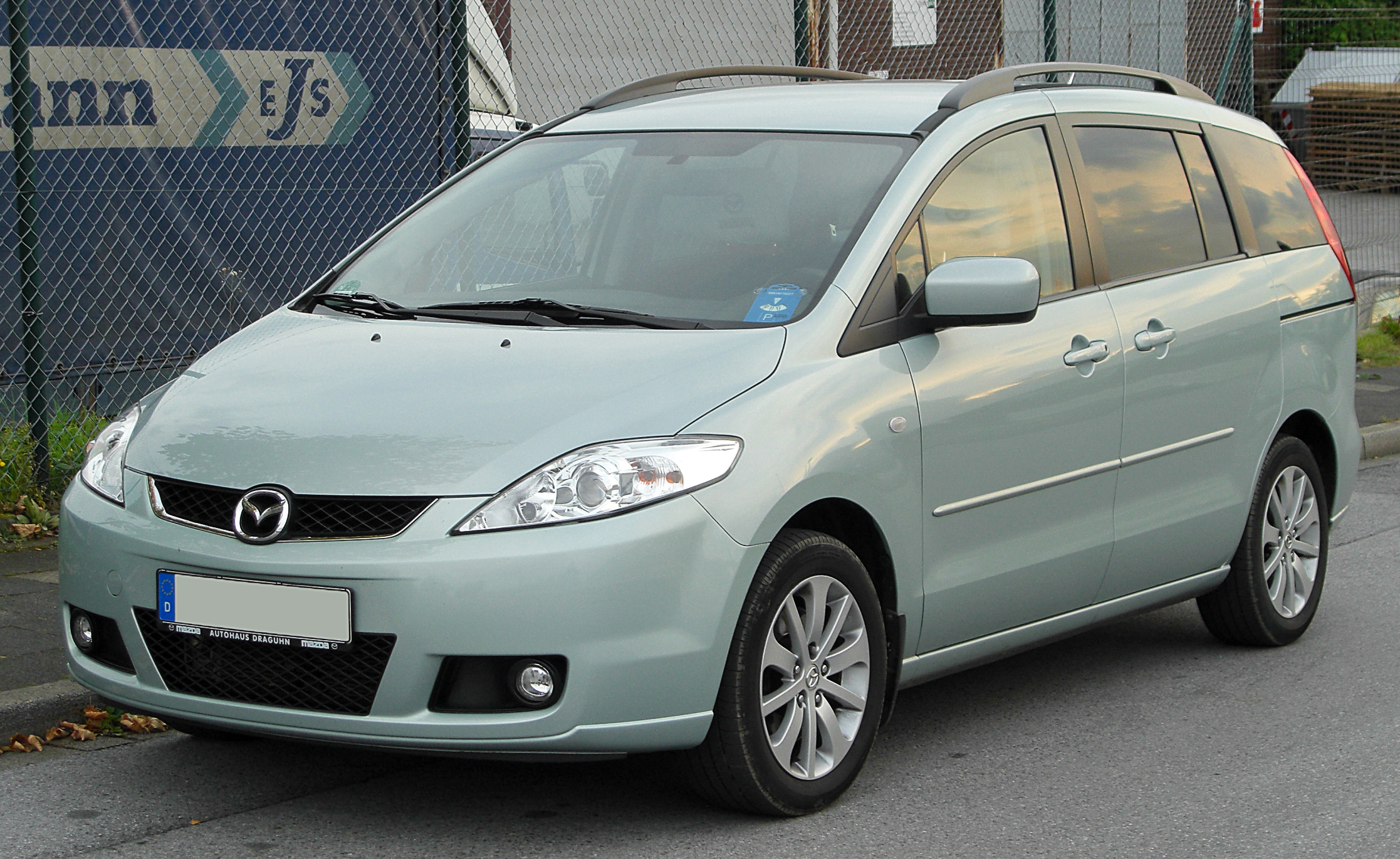
Mazda 5 I phase 1
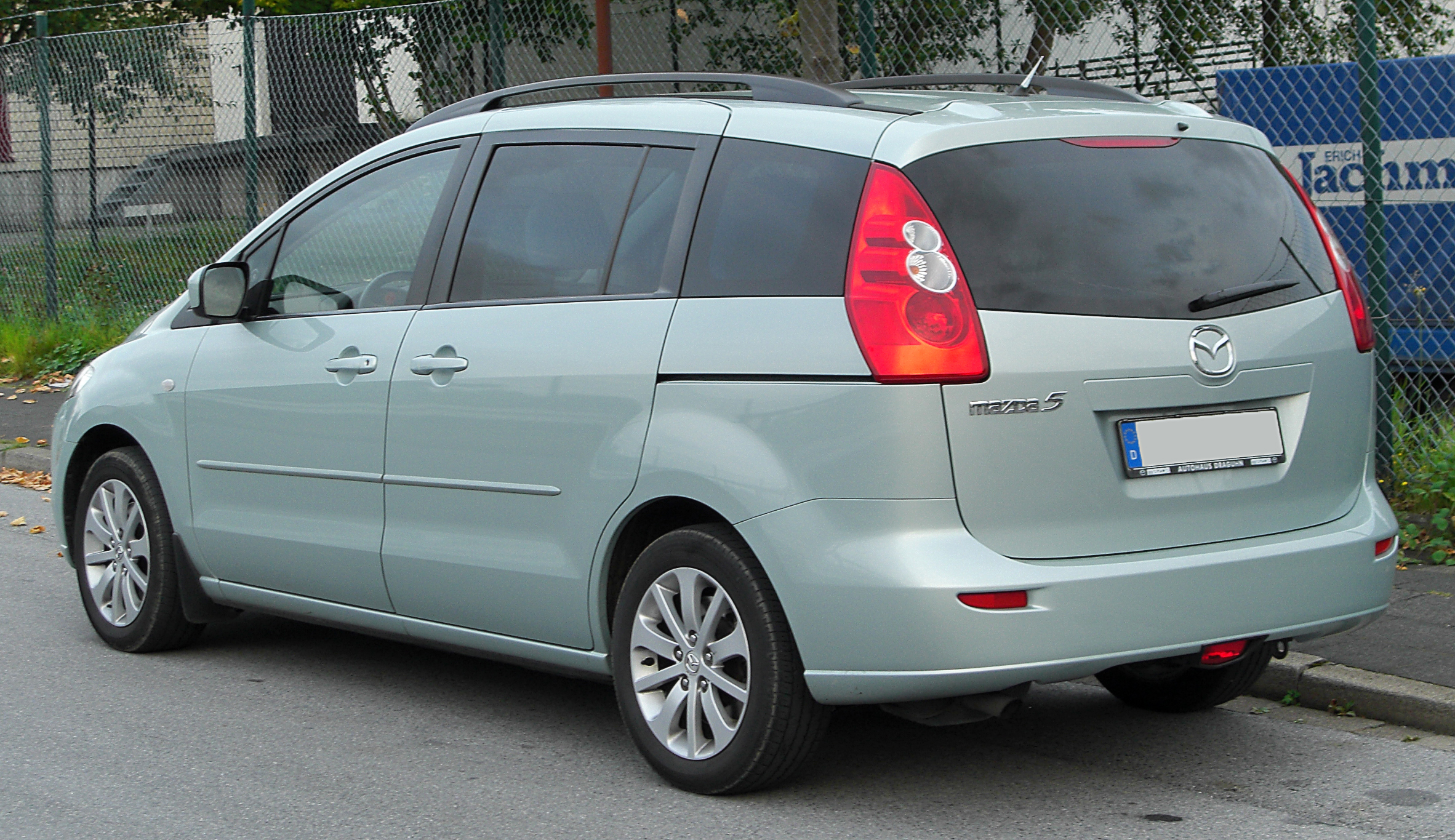
Mazda 5 I phase 1
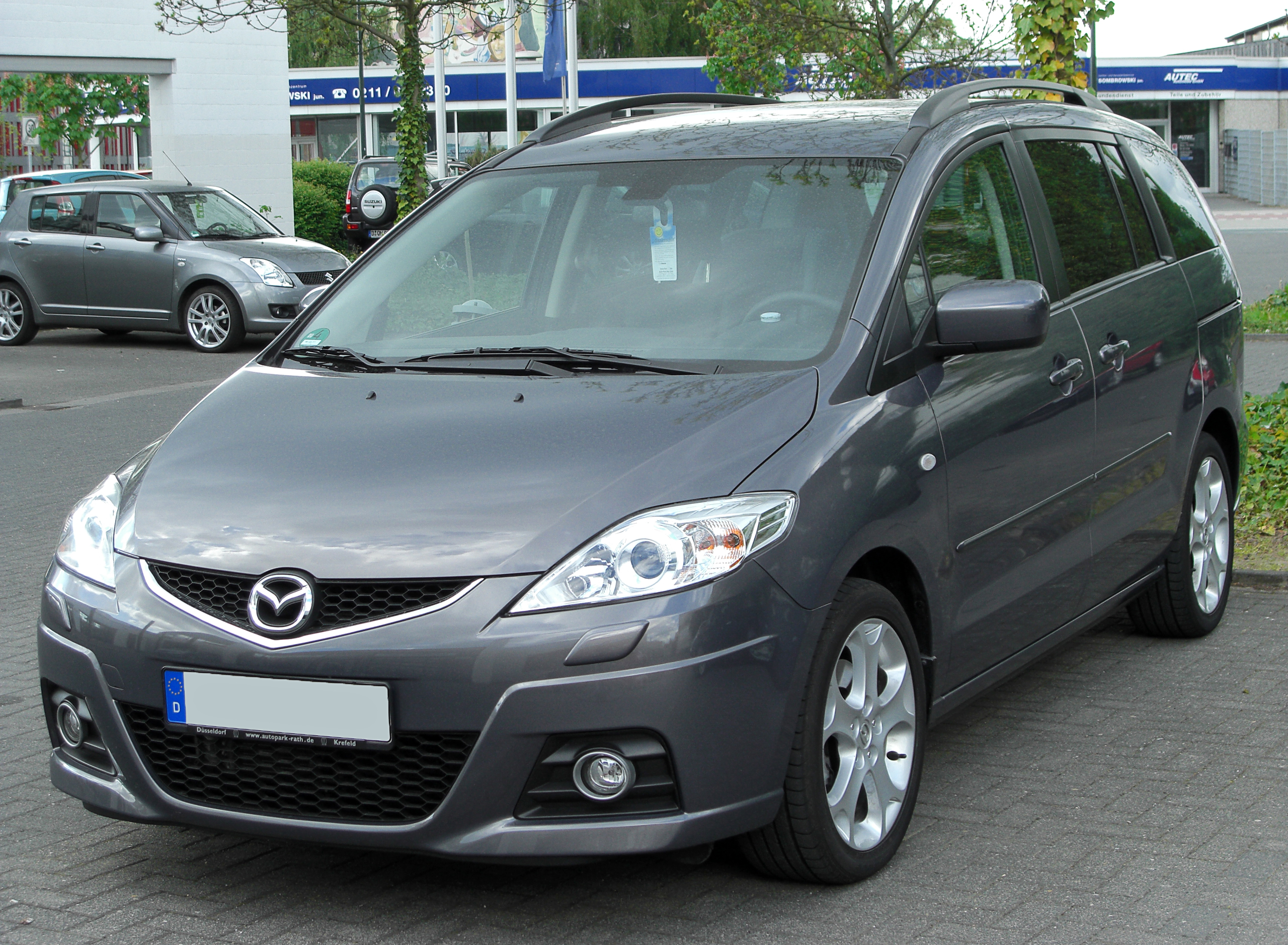
Mazda 5 I phase 2
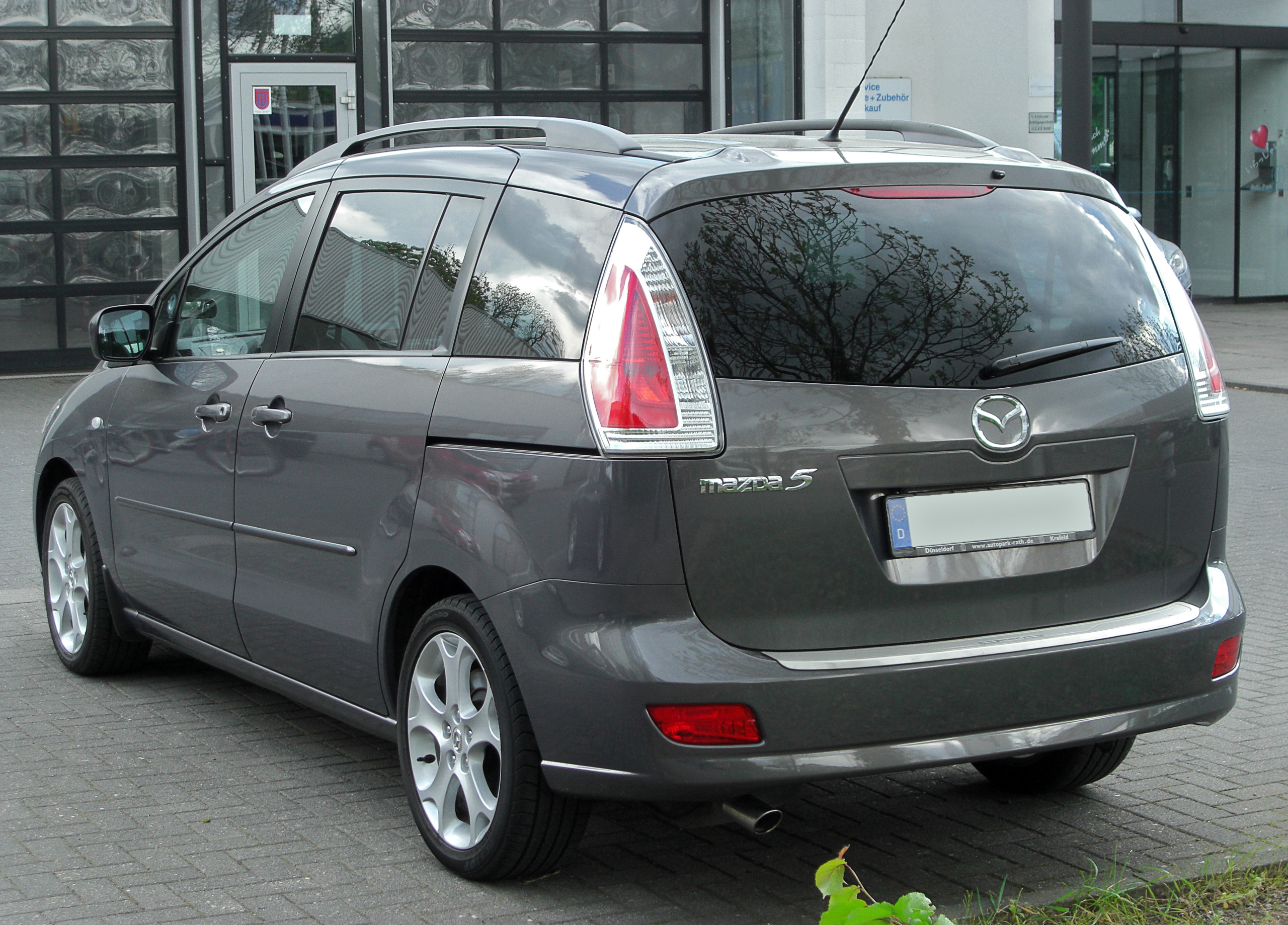
Mazda 5 I phase 2

## Ford i-Max
En juillet 2007, Ford lance à Taïwan l'i-Max. Il s'agit d'un Mazda 5 de première génération badgé Ford. Il a été développé par Ford Lio Ho Motor, la filiale taïwanaise de Ford. Le véhicule a subi de nombreuses modifications stylistiques pour l'adapter au langage stylistique Ford de l'époque, le Kinetic Design.
Le Ford i-Max succède au Ford Ixion MAV, un Mazda Premacy de première génération rebadgé, commercialisé à Taïwan de 1999 à 2005.
L'i-Max est proposé en 5, 6 et 7 places. 
Il est restylé en 2010.

## Galerie

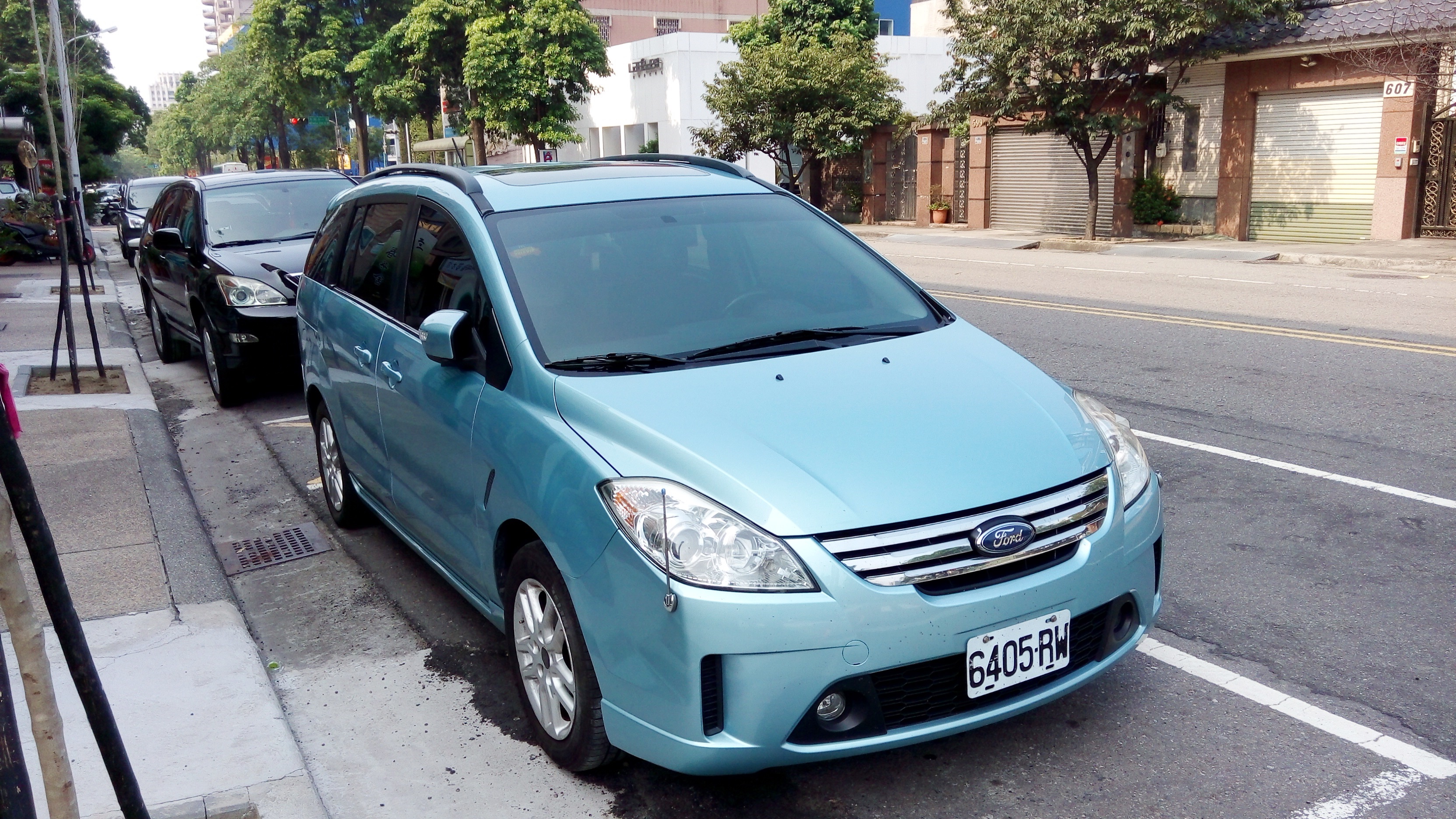
Ford i-Max phase 1
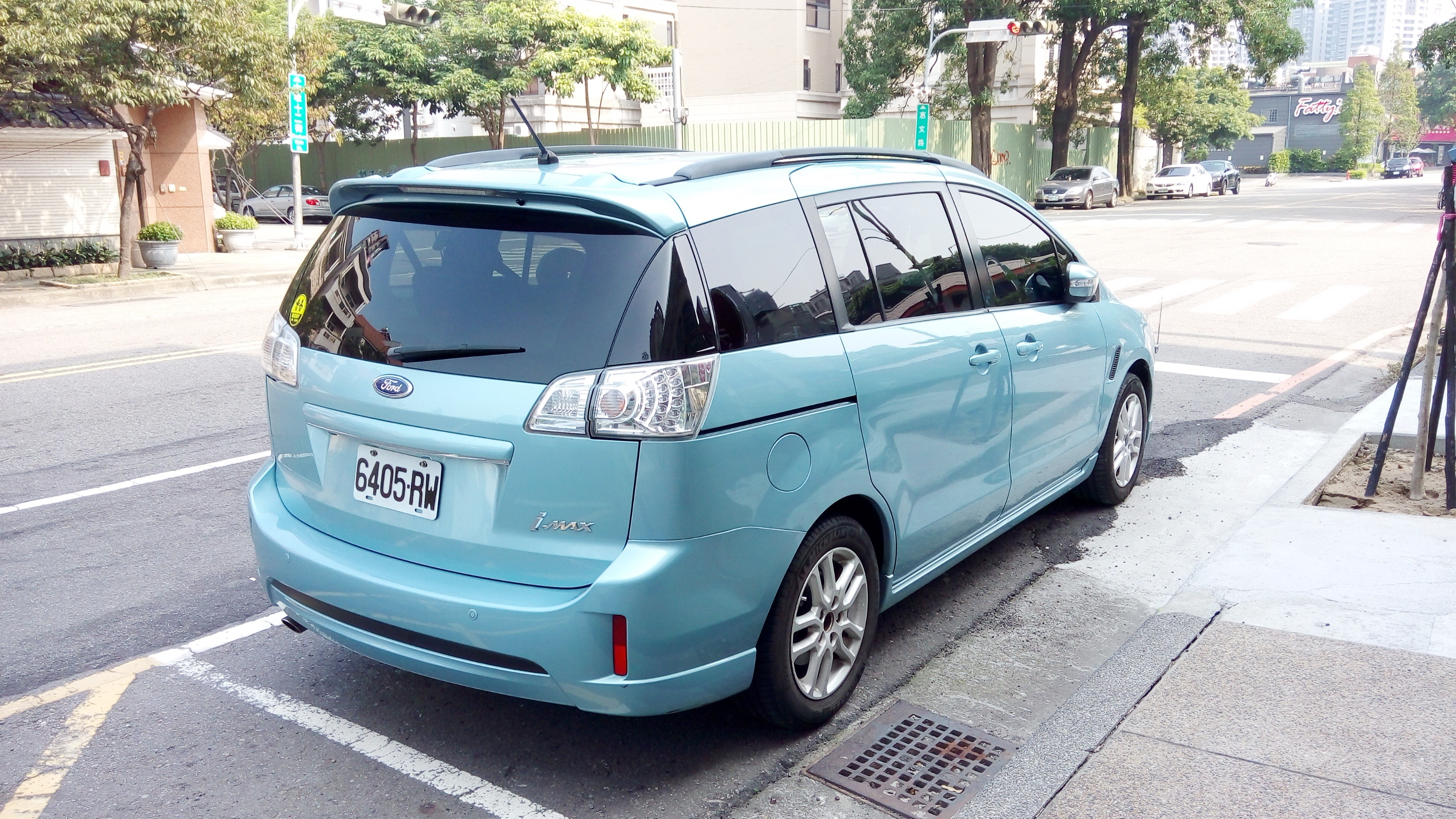
Ford i-Max phase 1
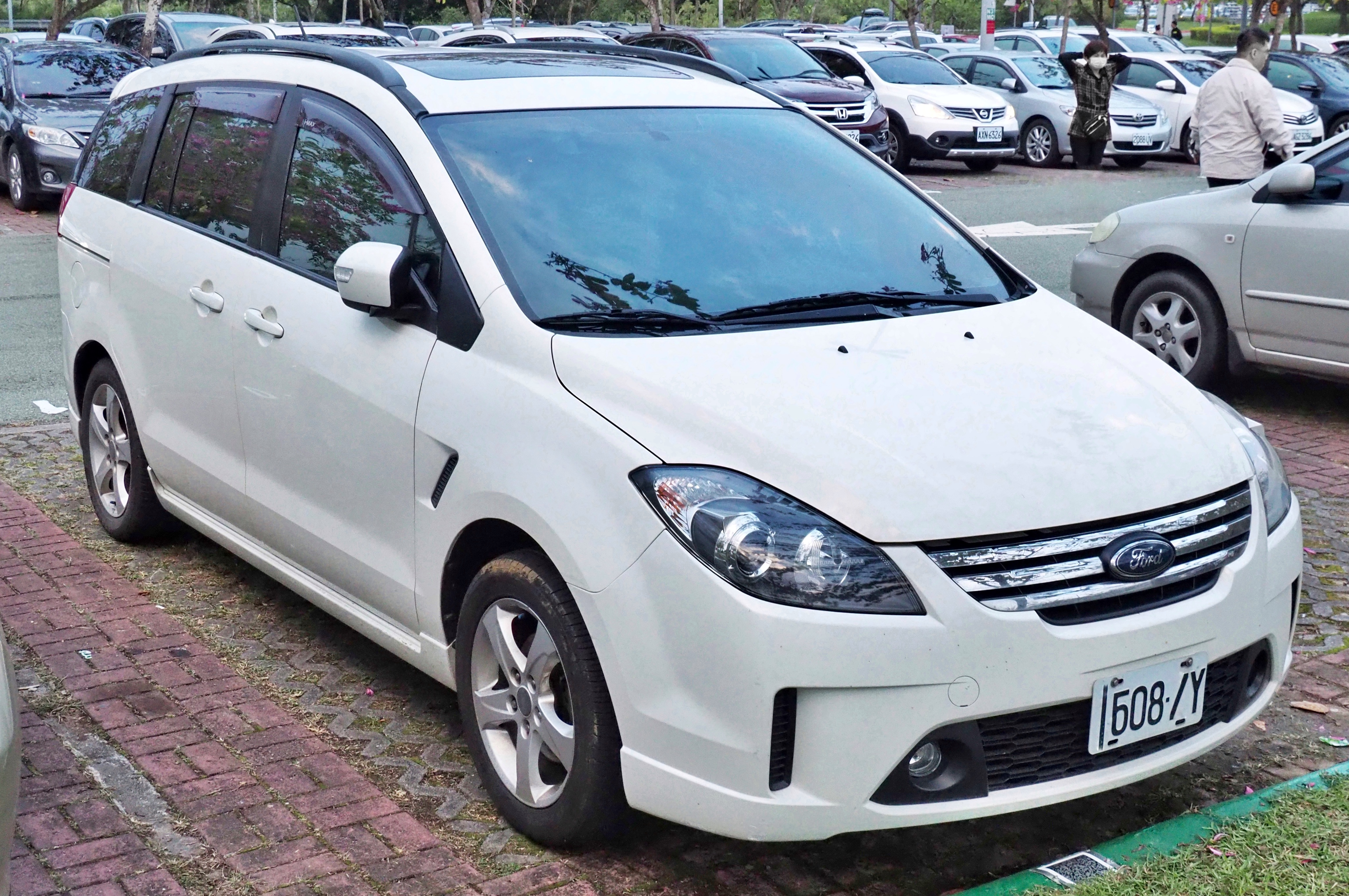
Ford i-Max phase 2
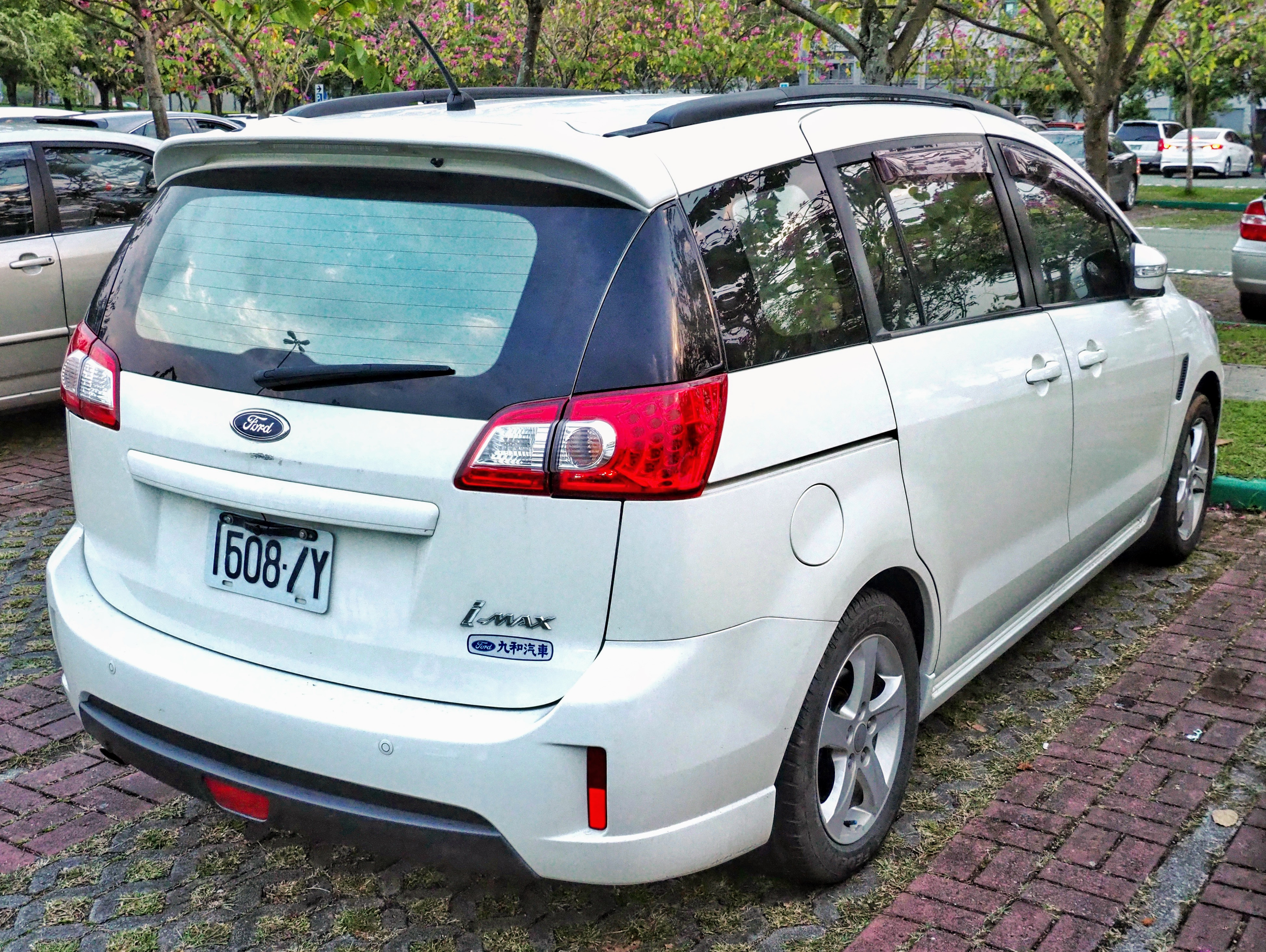
Ford i-Max phase 2

## Seconde génération (2010-2018)
La deuxième génération du Mazda 5 est produite à partir de mai 2010.
Il est marqué par l'utilisation du langage de design de Mazda "Flux Nagare", initié par le designer de la marque de l'époque, Laurens van den Acker. L'élément remarquable du design du véhicule est le pli latéral en forme de vague qui parcourt son profil.
Sa commercialisation en Europe et aux États-Unis cesse en 2015. Elle se poursuit jusqu'en 2017 au Canada. La production continue jusqu'en février 2018, notamment pour le marché asiatique.

### Nissan Lafesta Highway Star
Mazda continue de commercialiser le Mazda 5 au Japon sous l'appellation Premacy, mais fournit également une version rebadgée à Nissan.
Ce modèle appelé Nissan Lafesta Highway Star est commercialisé au Japon à partir de juin 2011. Il se distingue du Mazda par un avant retravaillé et l'absence de plis de carrosserie en forme de vagues. 

L'objectif de ventes communiqué par Nissan au lancement est de 1 200 véhicules par mois.

## Galerie

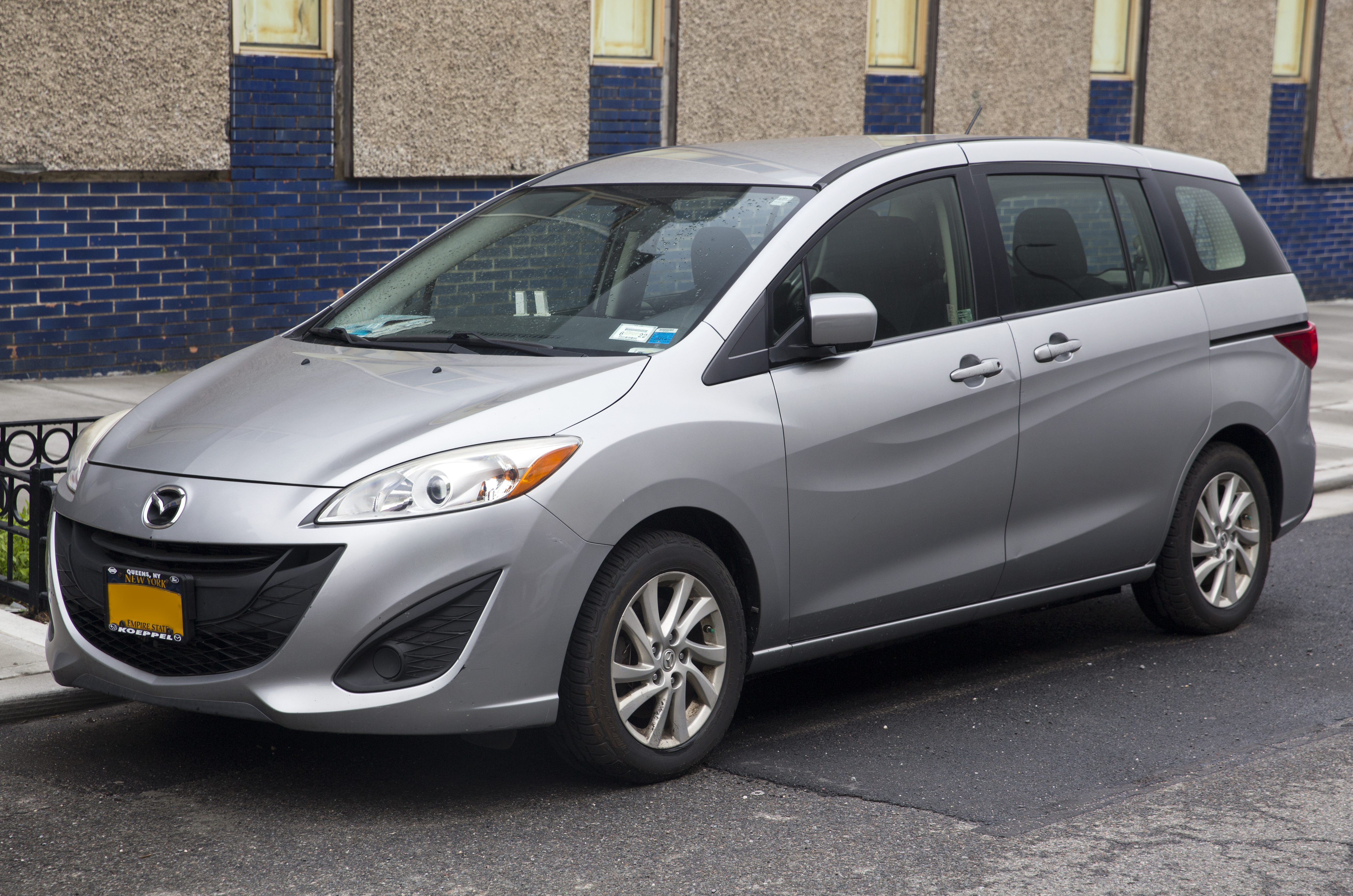
Mazda 5 II
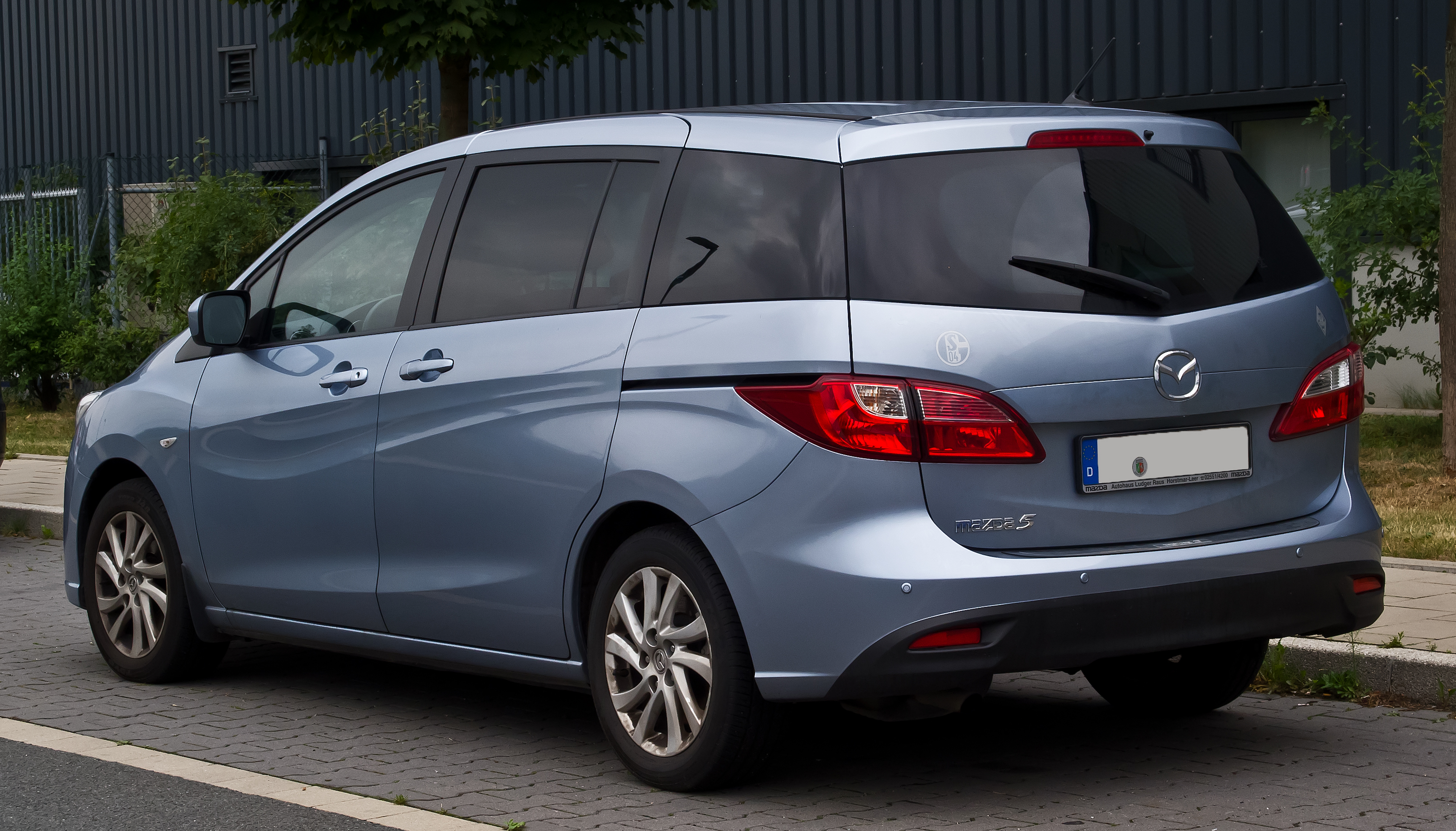
Mazda 5 II
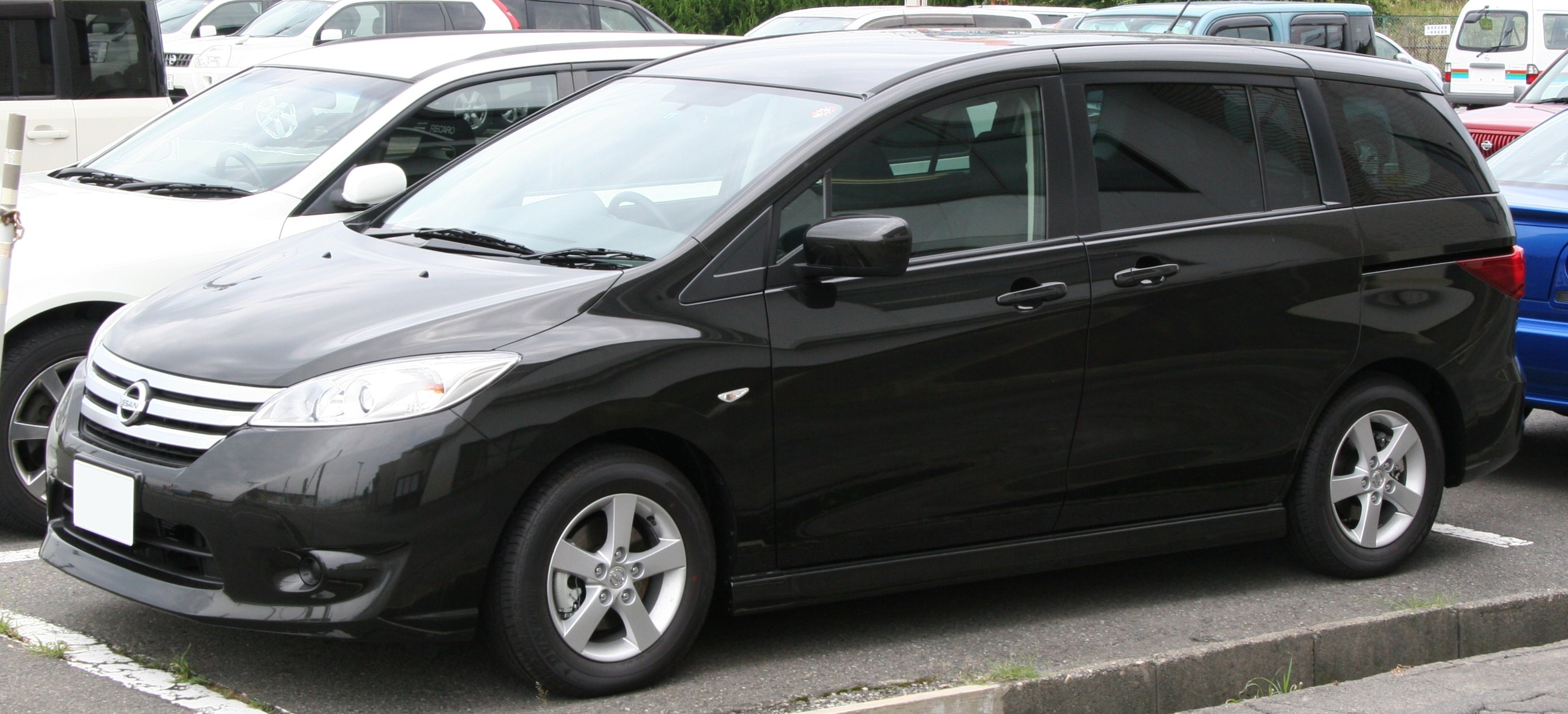
Nissan Lafesta Highway Star